# Mila Böhning
Mila Böhning (* 2001 in Berlin) ist eine deutsche Schauspielerin.

## Leben und Werk
Mila Böhning stammt aus einer deutsch-bulgarischen Familie und hat eine ältere Schwester.
In ihrem ersten Fernsehfilm 2030 – Aufstand der Jungen von Jörg Lühdorff spielte sie die Rolle der Sophie Schäfer als Kind. Im Alter von neun Jahren folgte die Titelrolle im Film Lilli von Jan Buttler. 
Im Frühjahr 2012 übernahm Mila Böhning die Rolle der Gretel in Hänsel und Gretel für die ARD-Märchenreihe Sechs auf einen Streich. Unter der Regie von Uwe Janson stand sie mit Friedrich Heine, der den Hänsel verkörperte, neben Anja Kling, Johann von Bülow, Devid Striesow und Elisabeth Brück vor der Kamera.
Für den Tatort Melinda (2013) unter der Regie von Hannu Salonen übernahm Mila Böhning die Episodenhauptrolle des arabischen Mädchens Melinda.

## Filmografie
- 2011: 2030 – Aufstand der Jungen, Regie: Jörg Lühdorff
- 2011: Lilli, Regie: Jan Buttler
- 2012: Hänsel und Gretel, Regie: Uwe Janson
- 2012: OMNI, Regie: Tristan Versluis
- 2013: Tatort – Melinda, Regie: Hannu Salonen
- 2018: Die Toten von Salzburg – Königsmord, Regie: Erhard Riedlsperger
- 2018: Blind ermittelt – Die toten Mädchen von Wien, Regie: Jano Ben Chaabane
- 2019: Das Institut – Oase des Scheiterns, Regie: Markus Sehr
- 2020: In aller Freundschaft – Die jungen Ärzte – Schweren Herzens, Regie: André Siebert